# Iglesia de San Andrés (Satué)
La iglesia parroquial de San Andrés en Satué, municipio de Sabiñánigo, en la provincia de Huesca, la Aragón, es una iglesia románica del siglo XI protegida desde 1982 como Monumento (Bien de Interés Cultural).

## Historia
Dedicada al apóstol Andrés, la Iglesia se construyó entre 1050 y 1060 y dependía del Monasterio de San Juan de la Peña. 

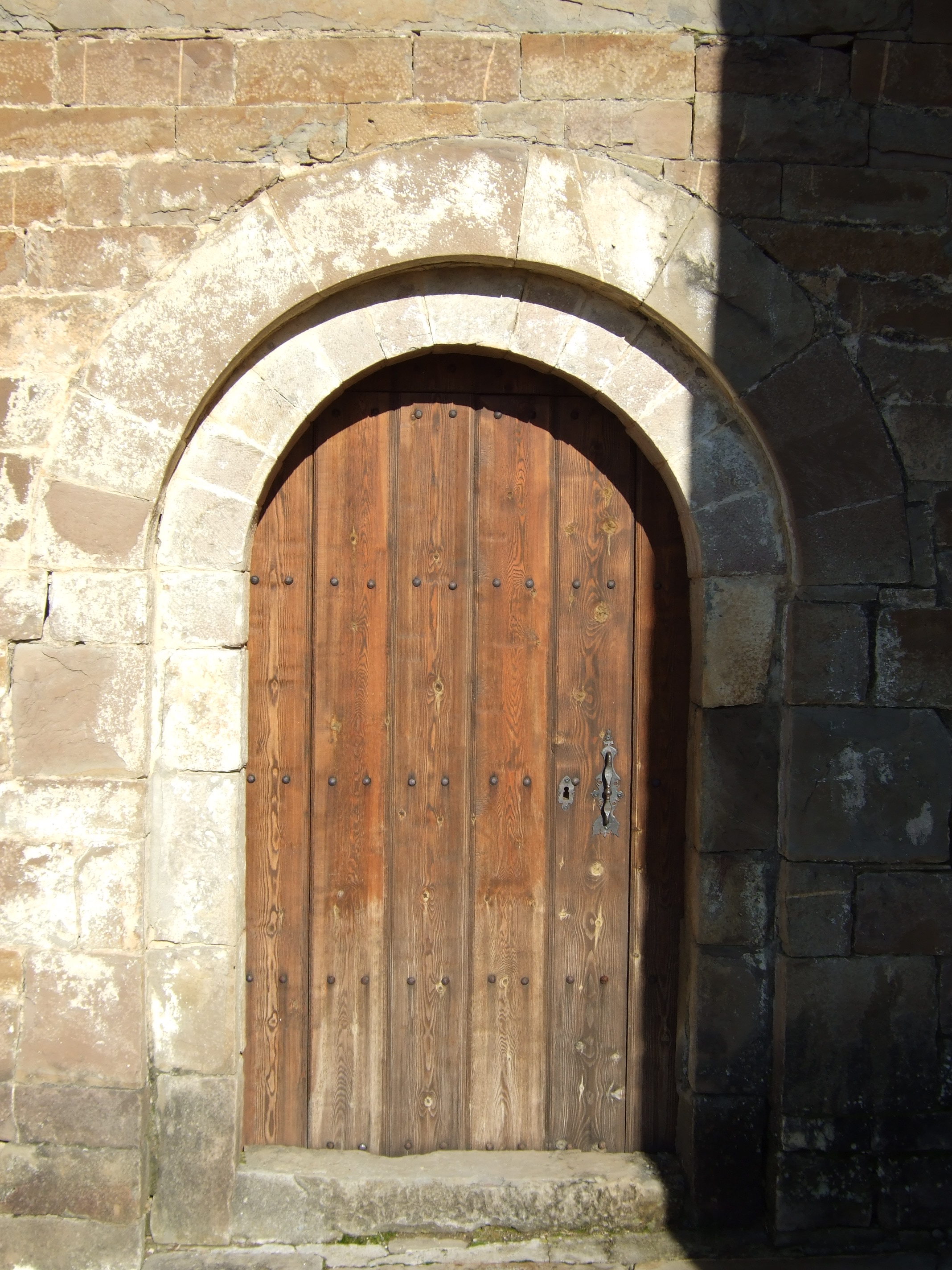
Portada

Durante la guerra Civil Española el edificio fue dañado. En la década de 1970, la iglesia fue totalmente restaurada con la Ayuda de los Amigos de Serrablo.

## Arquitectura
La nave de la iglesia es de sillares. Tiene un coro semicircular decorado con cinco arcos ciegos que soportan un friso. Los laterales de la iglesia se apoyan en dos contrafuertes. La torre anexa es un añadido posterior. La portada románica se encuentra en el lado Sur.

## Literatura
- Cayetano Enríquez de Salamanca: Rutas del Románico en la provincia de Huesca. Enríquez de Salamanca Editor, Madrid 1993 (2. Auflage), S. 69, ISBN 84-398-9582-8
- Huesca. Guía turística del Altoaragón, Editorial Pirineo, Huesca 2003, S. 68, ISBN 84-87997-68-6